# Kadenahalli, Pandavapura
Kadenahalli là một làng thuộc tehsil Pandavapura, huyện Mandya, bang Karnataka, Ấn Độ.